# Imran Ismail
Imran Ismail (en ourdou : عمران اسماعیل), né le 1er janvier 1966 à Karachi, est un homme d'affaires et homme politique pakistanais. Membre du Mouvement du Pakistan pour la justice, il est élu député provincial du Sind lors des élections législatives de 2018 puis est gouverneur de la province du 27 août 2018 au 18 avril 2022.

## Jeunesse et études
Imran Ismail est né le 1er janvier 1966 à Karachi, plus grande ville du pays et située dans la province méridionale du Sind. Son père est membre de la chambre de commerce et d'industrie de la mégapole. 
Après avoir terminé son enseignement secondaire, Imran Ismail part faire ses études en Italie mais revient au Pakistan avant d'avoir terminé le premier cycle universitaire. Il ne dispose ainsi d'aucun diplôme universitaire. Il devient ensuite homme d'affaires et détient une usine de jus de fruits.

## Carrière politique

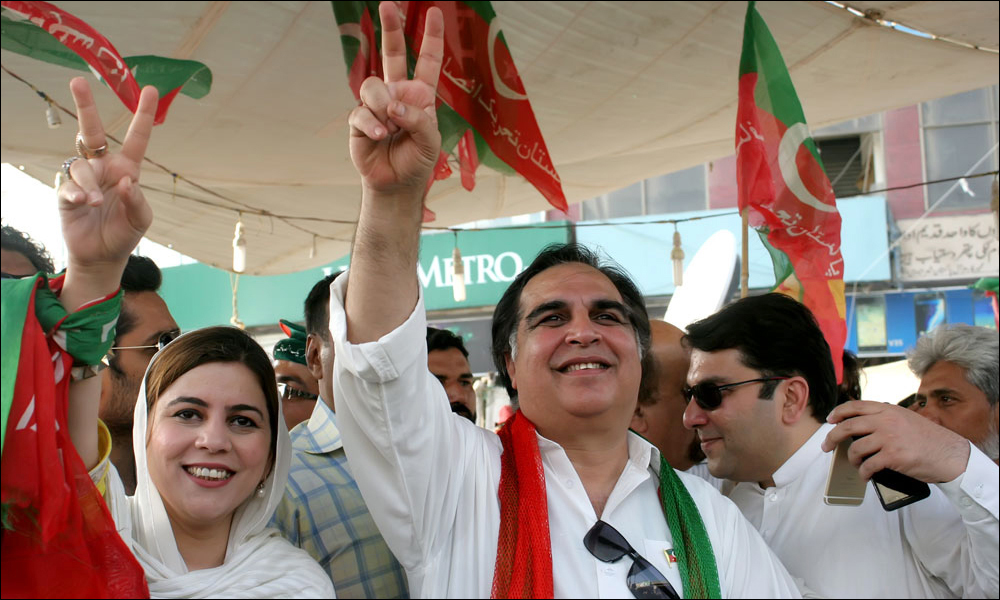
Imran Ismail lors de la campagne pour l'élection partielle de 2015.

Imran Ismail a rejoint dès 1996 le Mouvement du Pakistan pour la justice créé par Imran Khan et en est donc un membre fondateur. En 2015, il se présente dans la huitième circonscription de Karachi à l'Assemblée nationale à l'occasion d'élection partielle, mais échoue largement face à un candidat du Mouvement Muttahida Qaumi.
Lors des élections législatives de 2018, il est largement élu député provincial dans la cinquième circonscription de Karachi-Sud. Il réunit en effet 46 % des voix face à vingt autres candidats et contre 13 % pour son principal rival du Muttahida Majlis-e-Amal. Il démissionne cependant de son poste de député provincial quand il est choisi par Imran Khan pour devenir gouverneur du Sind. Il prête serment le 27 août 2018 et indique dans son discours que le problème de gestion de l'eau sera sa principale priorité.
Après le départ du Premier ministre Imran Khan à la suite d'une motion de censure au parlement, il démissionne de sa fonction de gouverneur le 18 avril 2022.